# Twenty One Pilots (album)
Twenty One Pilots – debiutancki album amerykańskiego zespołu rockowego Twenty One Pilots wydany 29 grudnia 2009. Sprzedano jego 115,00 kopii. Album został nagrany z oryginalnym składem zespołu – Tyler Josephem, Chrisem Salihem i Nickiem Thomasem. 

## Styl
Album utrzymany jest głównie w koncepcji rocka alternatywnego, rock i pop rocka, ale na albumie można znaleźć synth rock ("Friend, Please"), pop ("Oh, Ms. Beliver") czy reggae rock ("Isle of Flightless Birds").